# Una lunga pazza estate
Una lunga pazza estate (It Runs in the Family) è un film del 1994 diretto da Bob Clark. Il film è conosciuto anche con il titolo My Summer Story.
È un film commedia statunitense con Charles Grodin, Kieran Culkin e Mary Steenburgen. È basato sulle raccolte di racconti semi-autobiografici In God We Trust, All Others Pay Cash e Wanda Hickey's Night of Gold Memories and Other Disasters di Jean Shepherd.

## Trama
La scuola sta per terminare ma Ralphie, il fratello più grande della famiglia Parker, è determinato a trovare la trottola da combattimento più temibile che sconfigga, una volta per tutte, quella del bulletto della zona. La ricerca lo condurrà nei bassifondi della cittadina dove abita e persino all'Esposizione Universale di Chicago, dove ne acquisterà un esemplare davvero unico. Nel frattempo, la madre spera di completare un servizio di porcellane firmato dalle star del Cinema e il padre di andare a pesca con gli amici oltre ad escogitare scherzi malefici ai chiassosi vicini, i Bumpus.

## Produzione
Il film, diretto da Bob Clark su una sceneggiatura di Jean Shepherd, Leigh Brown e Bob Clark con il soggetto di Jean Shepherd, fu prodotto da René Dupont per la Metro-Goldwyn-Mayer e girato nei Carolco Studios a Wilmington, Carolina del Nord, e a Cleveland in Ohio dal 2 agosto all' ottobre del 1993.

## Distribuzione
Il film fu distribuito con il titolo It Runs in the Family negli Stati Uniti dal 23 settembre 1994 al cinema dalla Metro-Goldwyn-Mayer.
Alcune delle uscite internazionali sono state:
- in Spagna il 24 novembre 1994 (Sucede en las mejores familias)
- in Svezia nell'agosto del 1995
- in Ungheria il 22 febbraio 1996 (Családba nem üt a ménkű)
- in Canada (Une maison de fous)
- in Francia (Une maison de fous)
- in Austria (It Runs in the Family - Vorsicht Nachbarn!)
- in Grecia (Kalokairinos belas!)
- in Portogallo (Tudo em Família)
- in Finlandia (Varokaa naapuria)
- in Germania (Vorsicht Nachbarn)
- in Italia (Una lunga pazza estate)

## Critica
Secondo MYmovies il film "sin dalle prime inquadrature ha i toni nostalgici del resoconto estivo, del ricordo di un periodo particolarmente felice, quasi si trattasse di un diario o delle pagine di un album di fotografie da sfogliare, narrate in voce fuori campo da Ralphie, ormai adulto".

## Prequel
Una lunga pazza estate è il seguito di Una storia di Natale (A Christmas Story) del 1983. L'apertura di Una lunga pazza estate fa riferimento diretto agli eventi di Una storia di Natale e la narrazione riprende quella del film precedente. Tuttavia, il sequel ha un cast diverso, con due eccezioni; entrambi i film vedono Tedde Moore nel ruolo dell'insegnante di Ralphie, Miss Shields, e Jean Shepherd, nel ruolo del narratore, la voce di Ralphie adulto.